# 豊橋市図書館
豊橋市図書館（とよはししとしょかん）は、愛知県豊橋市にある公共図書館の総称。
羽根井町にある豊橋市中央図書館、向山大池町の豊橋市民文化会館にある豊橋市向山図書館、大清水町の豊橋市大清水まなび交流館「ミナクル」にある豊橋市大清水図書館、駅前大通のemCAMPUSにある豊橋市まちなか図書館の4館と、市民館（地区公民館）などにある74の分室（ネットワーク館8館含む）からなる。2016年度（平成28年度）末の蔵書数は1,003,918冊。

## 歴史

### 年表
- 1912年（明治45年）4月1日 - 愛知県から豊橋市立図書館設置の認可がおりる（創立記念日）[3]。
- 1913年（大正2年）1月15日 - 花田町守下に豊橋市立図書館が開館[3][2]。
- 1938年（昭和13年）5月2日 - 西八町に豊橋市立図書館が移転[3]。
- 1967年（昭和42年）10月3日 - 向山大池町の豊橋市民文化会館に移転[3][2]。
- 1983年（昭和58年）2月23日 - 羽根井町に豊橋市中央図書館が開館[3][2]。
- 2015年（平成27年）4月4日 - 大清水町に分館として豊橋市大清水図書館が開館[3]。配本センターは豊橋市向山図書館に改称。
- 2021年（令和3年）11月27日 - 駅前大通に分館として豊橋市まちなか図書館が開館。

### 花田町守下時代(1912-1938)
1906年（明治39年）8月1日には渥美郡豊橋町が市制を施行して豊橋市となった。愛知県では名古屋市に次いで2番目、全国では62番目に市制施行した自治体である。このころの豊橋市には、羽田野敬雄による羽田八幡宮文庫（1848年開館-1907年頃閉鎖）と、実業家の遠藤安太郎が運営した私立豊橋通俗図書館（1910年設立）という2つの私立図書館があったが、公立図書館の設置を求める機運が高まっていた。1900年（明治33年）9月には図書館設立委員会が設置されたものの、この際には建設が実現することはなかった。
1911年（明治44年）9月27日には大口喜六市長が、図書館を建設する議案を豊橋市議会に提出。豊橋市議会では賛成多数で可決され、1912年（明治45年）4月1日には愛知県から図書館設立が認可された。豊橋市図書館はこの日を創立の日としている。愛知県からの認可を受けて、花田町守下（現在の豊橋市立松葉小学校の北東）で建設工事を開始した。7月1日を予定していた開館日は3か月以上遅れたものの、10月23日に本館が竣工した。1913年1月15日に豊橋市立図書館の開館式が開催され、1月16日と1月17日に市民への一般公開が行われた後、整理日を挟んで1月19日に閲覧を開始した。初代館長は豊橋市立八町高等小学校の訓導兼校長だった田部井勝蔵。開館時の蔵書は10,142冊であり、帝国図書館の分類法にしたがって10部門31部に分類された。豊橋市立図書館は市制施行後に初めて設立された公共施設である。名古屋市にはまだ市立図書館が存在せず、豊橋市立図書館は愛知県で初めて設置された市立図書館だった。戦後の区画整理によって跡地の大部分は道路となっているが、現在の豊橋市立松葉小学校の北東端に位置した。
1915年（大正4年）8月1日には児童室と新聞閲覧室を新設し、児童書と新聞は無料で閲覧が可能となった。1916年（大正5年）5月には『豊橋市立図書館図書分類目録』を刊行している。館内閲覧のみだった蔵書の館外貸出も計画されたが、花田町守下時代には実現していない。建物は洋風の平屋建てであり、新聞閲覧室、窓口、読書室、児童室、喫茶室などがあった。用水路を隔てた北側には安藤政次郎が運営した私立の安藤動物園（豊橋総合動植物公園の前身）があった。開館時には1回2銭の閲覧料が必要で、図書館法が施行されるまでは有料で運営されていた。開館当初の開館時間は「9時-16時」だったが、すぐに「9時-21時」と延長された。
1922年（大正11年）には細谷忠男市長が豊橋市公会堂の建設や豊橋市立図書館の移転や豊橋市立豊橋商業学校の新校舎建設などの議案を豊橋市議会に提出したが、大口喜六らの反対にあって市民運動なども起こり、その混乱は「市会騒擾事件」と呼ばれている。1923年（大正12年）には細谷市長が辞任したことで計画は延期された。1933年（昭和8年）には（一般市民ではなく）学校教員を対象とした巡回文庫を開始したが、この取り組みは1939年（昭和14年）には終了している。

### 西八町時代(1938-1967)

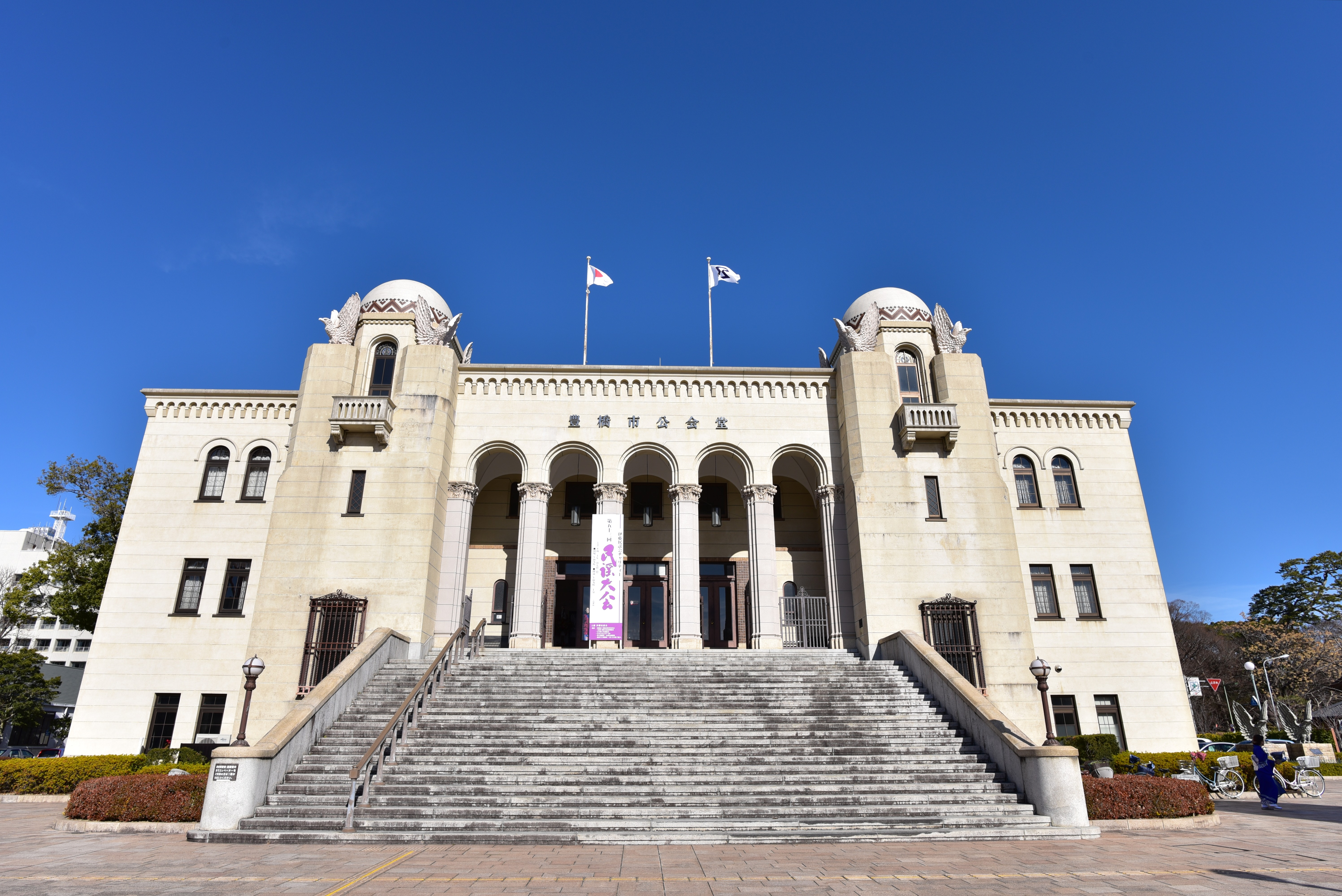
西八町時代に隣接地にあった豊橋市公会堂

1931年（昭和6年）には鉄筋コンクリート造の豊橋市公会堂が竣工していたが、1936年（昭和11年）には豊橋市公会堂の東隣である西八町32番地に図書館を移転させる議案が豊橋市議会で可決された。1938年（昭和13年）に3月30日に竣工式を行い、4月1日から移転作業を行い、5月2日に開館した。鉄筋コンクリート造3階建てであり、3階部分には貸しホールとして利用できる講堂が設けられた。開館時間は「9時-20時」であり、旧館時代と同じく閲覧料が必要だった。戦局が深まるにつれて人件費や図書購入費は減額され、新館移転直後に年間97,907人だった利用者数は、1945年（昭和20年）には35,602人にまで減少した。
1945年3月9日には漢籍を豊橋市営公益質屋に疎開（第一次疎開）させたが、第二次疎開の準備を進めていた6月19日から20日にかけて豊橋空襲を受けた。この空襲で豊橋市街地の大半は焼失し、図書館の建物や蔵書は無事だったものの、6月20日からは無期限の休館に入った。8月4日には洋装本1088冊を牛舎で南設楽郡鳳来寺村（現・新城市）の鳳来寺村立愛郷国民学校に疎開させた。
1945年8月15日の終戦後には図書館を暫定的に豊橋市役所の一部として使用している。10月8日には1階部分のみで館内閲覧を再開した。1946年（昭和21年）1月には2階部分を使用していた豊橋市役所学務課と振興課が移転し、また3月には豊橋市営公益質屋と愛郷国民学校に疎開させていた蔵書を戻し、本格的に閲覧を再開した。戦後には連合国軍総司令部(GHQ)民間情報教育局(CIE)によって外国語書籍によるCIE図書館が設置され、豊橋市には名古屋CIE図書館の分室が設置された。
1948年（昭和23年）4月20日には旧制浪速高等学校教授などを務めた市川寛が初代専任館長に就任し、図書館運営委員会の設置、児童室の再開、館則の整備などを行った。同年7月15日には旧館時代以来10年ぶりに児童室が復活し、1949年（昭和24年）4月1日には一般市民に対して館外貸出を開始した。1950年（昭和25年）に図書館法が制定されると、1951年（昭和26年）には豊橋市立図書館条例を制定して閲覧料を撤廃した。1949年度（昭和24年度）には図書館運営委員の要望によって小中学校を回る巡回文庫を開始し、1950年7月には成人団体を対象とする巡回文庫も開始した。
図書館が手狭になったため、豊橋市立狭間小学校校舎を改装して開館した豊橋市文化会館（その後豊橋市公民館に改称、後の名豊ビル付近）3階に児童室を移転させた。富本町の豊橋市消防署南部出張所の北側にあった旧豊橋市役所出張所の建物を利用して、愛知大学・愛知県立時習館高等学校・愛知県立豊橋工業高等学校・小中学校の学生などを対象とした南分館を開設した。1951年7月7日に児童分室と南分館の共同開館式を行っている。それまでの出納方式は閉架式であり、1952年（昭和27年）には全蔵書を開架式に変更したが、1954年（昭和29年）には貴重本や和装本など一部を閉架に戻している。1958年（昭和33年）以後は、1階がすべて閉架書庫、2階は約25,000冊の開架室、3階講堂は閲覧室となった。
図書館運営委員からの要望により、1960年（昭和35年）12月には自動車文庫（移動図書館）の運行を開始した。運行を担ったのは豊橋婦人会連絡協議会であり、市民参加型での事業展開にも早くから取り組んでいる。この事業が始まった時点では豊橋駅西側には公共文化施設がなく、豊橋市西部における初の図書館活動だった。車両には約700冊を積載するプリンス・クリッパーが用いられ、「きぼう号」と名付けられた。自動車文庫の利用団体は大人に限られていたが、1962年（昭和37年）から夏季には、「きぼう号」を用いておはなし会を開催するなどの「緑陰文庫」（後の緑陰こども図書館）が開始された。1968年（昭和43年）には「緑陰文庫」とは異なり児童書の貸出も行う「日曜こども文庫」が開始された。1969年（昭和44年）には1,000冊を積載する「きぼう2号」が導入され、「きぼう号」は個人貸出用として、「きぼう2号」は団体貸出用として用いられた。
1962年（昭和37年）11月1日には創立50周年記念式典が開催され、10月から2か月間には十返肇（文芸評論家）・有馬頼義（小説家）・中村真一郎（小説家）を講師に招いた記念文芸講演会などの各種記念行事が開催された。開館から24年が経過した同年時点の蔵書数は9万冊を超え、豊橋市公会堂の一室を新聞書庫として借用しなければならないほど手狭になっていた。

### 向山大池町時代(1967-1983)

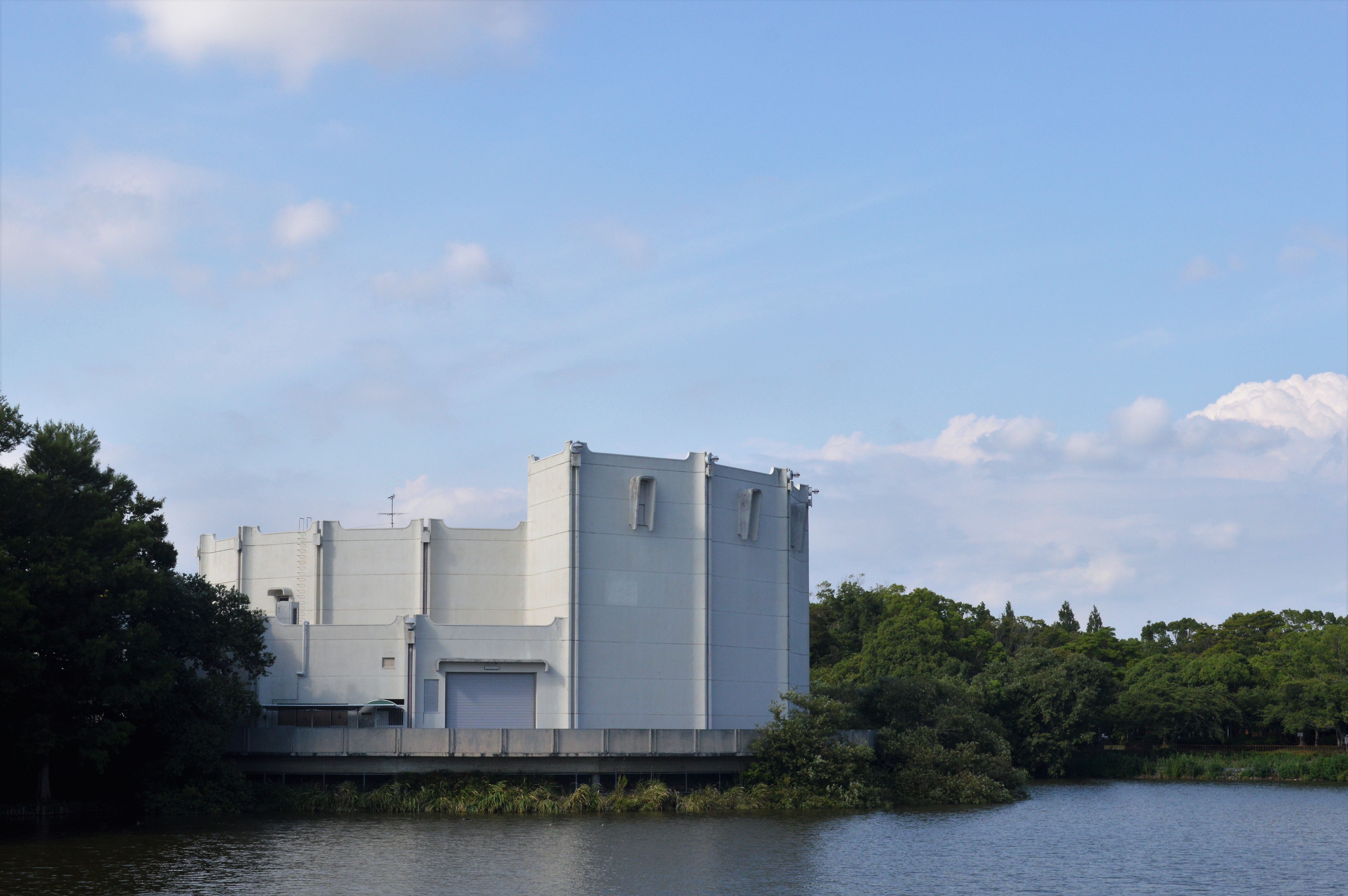
豊橋市民文化会館と向山大池

市制60周年の年である1966年（昭和41年）には、向山大池町に豊橋市民文化会館が着工した。西八町の建物は1967年（昭和42年）6月30日をもって閉館し、7月1日から10月下旬まで移転作業を行った。10月18日には豊橋市民文化会館がオープンし、11月1日には館内の豊橋市立図書館も開館した。1階には軽読書室・児童室・視聴覚室・マイクロ室・書庫などがあり、2階には2万冊の開架図書室、178席の閲覧室などがあった。積層式（5層）書庫の収容能力は15万冊だった。
1970年（昭和45年）からは「ふるさとの文学めぐり」「蒲郡豊橋こども読書交流会」「古文書講習会」の各種行事を開催している。1969年4月には貸出期間を7日間から15日間に延ばし、1977年（昭和52年）4月には貸出冊数を2冊から4冊に増やした。1974年（昭和49年）には市民館（公民館）への配本を開始した。また、希望図書購入制度（リクエスト制度）や身体障害者に対する郵送貸出制度などを開始し、高齢者向けの「末広文庫」を設置した。

### 羽根井町時代(1983-)
図書館に対する需要に応えるために、1981年（昭和56年）9月には羽根井町の下水処理場跡地に新図書館が着工し、1982年（昭和57年）10月末に竣工した。11月からは17万冊の蔵書の移転作業を行い、1983年（昭和58年）2月23日に豊橋市中央図書館が開館した。開館記念式典では河野義克元国立国会図書館長が「都市づくり、文化、そして心」と題した講演を行っている。総事業費は15億6017万円。従来の条例上の組織名は「豊橋市立図書館」だったが、豊橋市中央図書館の開館を機に「豊橋市図書館」に改めている。開館と同時にコンピュータを導入しており、愛知県では初めて漢字システムを取り入れたコンピュータシステムだった。
2階展示コーナーでは開館記念展覧会として、小栗風葉・富安風生・丸山薫を題材として「豊橋近代文人展」を開催し、以後は1年に1回の頻度でシリーズ化して「郷土近代文人展」が開催された。1974年（昭和49年）からは市内に多数の市民館（公民館）を開館させて配本所としており、1983年（昭和58年）には自動車文庫サービスが廃止された。1984年に図書館計画施設研究所が刊行した『図書館建築は、いま』では、中小図書館が果たすべき奉仕を盛り込んだ理想に近づいた施設として紹介された。旧館（豊橋市民文化会館）は各市民館への配本センターと13,000冊の開架の閲覧・貸出の役割を与えられ、同年4月12日に図書館機能を再開した。
1999年（平成11年）には公式ウェブサイトを開設した。2005年（平成17年）には石巻・二川・南稜地区の市民館と中央図書館をコンピュータネットワーク化し、また中央図書館に電子情報コーナーを開設した。
豊橋出身のジャーナリストである村井弦斎が明治時代に刊行した『食道楽』に登場するレシピを豊橋調理製菓専門学校の協力で再現し、2016年（平成28年）1月には『食道楽 豊橋版』を刊行した。2006年には「豊橋と民話を語りつぐ会」が豊橋市の民話集である『片身のスズキ』を刊行しており、2016年7月には豊橋市図書館がこの民話集を再版した。同年にはfacebookアカウントを開設している。

## 各館

### 中央図書館
- 開館時間：火～金曜日 午前9時30分～午後7時、土日祝日 午前9時30分～午後5時
- 休館日：月曜日（祝日の場合はその翌日）、毎月第4金曜日（図書整理日、祝日の場合はその前日）、年末年始（12月29日～1月3日）、その他
- 通常、貸し出し冊数は1人10冊まで、貸し出し期間は15日以内である。ただし、図書館の都合やイベントによっては一時的に変更される場合がある。
- 本の貸し出し予約、図書館間相互貸借サービスも行っている。
- 団体貸し出し、学校貸し出しも行っている。
- 開架書架に約19万冊、閉架書架に約48万冊の蔵書がある。
- 1階の壁面には鈴木青々による陶壁画「楠薫」が、3階の壁面には石黒𨪙二によるモザイク壁画「大空」が掲げられている。

#### 個人文庫
- 羽田八幡宮文庫
三河宝飯郡西方村（現・豊川市）出身の神職・国学者である羽田野敬雄は、文政元年（1821年）に渥美郡羽田村（現・豊橋市）の羽田八幡宮の養子となり、国学や郷土史の研究を行った[30]。嘉永元年（1848年）には羽田八幡宮境内に羽田八幡宮文庫を開設し、一般に無料で公開するだけでなく一部の蔵書は貸出も行った[30]。今日では羽田八幡宮文庫は「日本における近代的図書館運動の先駆け」と高く評価されている[30]。1882年（明治15年）に羽田野が死去すると文庫の運営が難しくなり、1907年（明治40年）以後には蔵書の多くが民間人に引き取られた[30]。しかし、大木聟治らの尽力で蔵書の大半が買い戻され、1913年（大正2年）1月15日に豊橋市立図書館が開館する際には蔵書の中心となった[30]。神道・国学・史学・文学関係の資料など、2014年（平成26年）時点で9,500冊を所蔵している[30]。なお、図書館所蔵分の書籍をはじめ、羽田八幡宮などが所蔵する掛軸・書函・書簡ほかを合わせた9,200点が、2020年（令和2年）に「羽田八幡宮文庫旧蔵資料」として豊橋市有形文化財に一括指定された[31][32]。2024年（令和6年）8月、豊橋市指定の有形文化財「羽田八幡宮文庫旧蔵資料」が愛知県指定に昇格となった[33]。
- 司文庫
豊橋市の安久美神戸神明社を実家とする実業家の司忠は、1947年（昭和22年）から書籍商社の丸善社長を務め、松方コレクションの日本返還にも尽力している[34]。豊橋文化賞を受賞し、豊橋市名誉市民や東京都名誉都民に推挙されている[34]。1973年（昭和48年）には自身の傘寿（80歳）を記念して、司は豊橋市に3000万円を寄付した[34]。司が丸善で洋書事業を手掛けていたことなどから、豊橋市は1974年（昭和49年）11月1日に洋書の文庫として司文庫を設置した[34]。絵本と教科書、各種図鑑、美術書、古典の洋書を収集し、開設当時は9,296冊を所蔵していた[34]。毎年多額の寄付などが継続的に寄贈され、蔵書はさらに充実している[34]。1986年（昭和61年）に司が死去すると、遺志としてさらに1億円が寄贈されたため、豊橋市は1986年12月23日に豊橋市司文庫基金を設立した[34]。この基金の利子を基に蔵書を拡張し、現在では約34,000冊の要所を所蔵している[34]。
- 橋良文庫
1983年設立。豊橋市出身の教師・郷土史家である近藤恒次は、愛知県立時習館高等学校などで教員を務める傍らで郷土史の研究を行い、特に羽田野敬雄の研究をライフワークとしていた[35]。愛知大学綜合郷土研究所員、豊橋市文化財保護審議会委員、豊橋市史編集委員、宝飯地方史資料編集委員などを歴任し、1956年（昭和31年）には豊橋文化賞を受賞した[35]。1978年（昭和53年）の没後には豊橋市立図書館が郷土史・郷土文学・書誌など約3,700冊の蔵書を遺族から譲り受け、1983年に橋良文庫が設置された[35]。名称は近藤の自宅があった豊橋市橋良町に由来する[35]。豊橋に居住した小説家の小栗風葉、豊橋出身の民俗学者である菅江真澄、田原藩家老を務めた渡辺崋山らに関する資料からなる[35]。
- 瓦北文庫
1991年設立。愛知県八名郡舟着村吉川（現・新城市）出身の薬種商・郷土史家である豊田珍比古は、豊橋市で薬種商を営みながら郷土史の研究を行った[36]。1921年（大正10年）には豊橋郷土史友会を結成し、また豊橋市政五十年史編集委員長を務めるなど、東三河の郷土史研究の第一人者であった。1956年（昭和31年）には豊橋文化賞を受賞している[36]。瓦町の北裏にあった自宅に書庫「瓦北文庫」を設置して蔵書を保管していたが、1965年（昭和40年）の死去後には遺族から豊橋市立図書館に寄贈され、1991年（平成3年）に日本史や郷土史に関する図書約980冊の瓦北文庫が設置された[36]。
- 安井文庫
1998年設立。東京市に生まれた医師・郷土史家の安井廣は、愛知県幡豆郡横須賀村（現・西尾市）に医院を開業する傍らで。医史学・郷土史・洋学の研究を行った[37]。「幡豆郡の医史学」をライフワークとし、またドイツを訪問して『ベルツの生涯 近代医学導入の父』を執筆するなどしている[37]。1993年（平成5年）に安井が死去すると、豊橋市在住の遺族から医史学関係書籍など約4,700冊が寄贈され、1998年（平成10年）に安井文庫が設置された[37]。
- 岩瀬正雄現代詩文庫
2000年設立。豊橋市出身の詩人である岩瀬正雄は、1934年（昭和9年）に（第一次）豊橋文化協会を設立して機関紙『文化』の発行に携わり、1946年（昭和21年）には神野太郎らとともに（第二次）豊橋文化協会（現・豊橋文化振興財団）の設立に携わっている[38]。戦後には豊橋市役所社会教育課長として、また退職後には図書館協議会会長として、豊橋市立図書館の運営に関与した[38]。1998年（平成10年）11月に豊橋市中央図書館で「岩瀬正雄展」が開催されたことを機に蔵書を図書館に寄贈し、2000年（平成12年）7月に岩瀬正雄現代詩文庫が開設された[38]。高村光太郎や萩原朔太郎の初版本、全国の詩人の自費出版の詩集、乙部静夫や鈴木悦ら豊橋ゆかりの作家の著書、雑誌・同人誌・郷土文芸誌などからなる[38]。
- 良寛文庫
2003年設立。静岡県浜名郡新所村（現・湖西市）出身の教育者・郷土史家である白井保は、静岡県浜松市の誠心高等女学校（現・浜松開誠館中学校・高等学校）で教壇に立ち、1973年（昭和48年）から誠心学園理事長を務めた[39]。教員時代から僧侶・歌人の良寛の研究を行い、1984年（昭和59年）には全国良寛会の顧問に就任している[39]。その蔵書を豊橋における良寛研究の中心にしたいとの要望があったため、1992年（平成4年）の死去後には遺族から、良寛に関する一般資料や専門資料、墨跡、拓本などが寄贈された[39]。2003年（平成15年）に良寛文庫が設立された[39]。
- 丸山薫文庫
2003年設立。大分県大分市出身の詩人である丸山薫は、12歳の時に母方の実家がある豊橋市に移住した[40]。太平洋戦争後にも豊橋市に居住し、愛知大学文学部で講師を務めながら詩作活動を行った[40]。1954年（昭和29年）には豊橋文化賞を受賞し、1974年（昭和49年）に豊橋市多米町蝉川の自宅で死去した[40]。1994年（平成6年）には豊橋市が現代詩の文学賞として丸山薫賞を創設している[40]。死後に遺族から寄贈された近現代詩集や丸山薫賞公募作品など、約3,900冊が2003年に丸山薫文庫となった[40]。
- 横田文庫
2010年設立。実業家・郷土史家である横田正吾は、菅江真澄の研究をライフワークとし、またハンセン病対策の研究なども行った。横田は真澄が長らく暮らした秋田に何度も足を運ぶなどして、真澄の出身地が豊橋であることを突き止めた[41]。2008年に横田が死去すると、真澄の著作やハンセン病対策図書など図書約1,200冊が寄贈され、2010年に横田文庫が設立された[41]。
- 神野太郎コレクション
愛知県渥美郡牟呂村（現・豊橋市）出身の実業家である神野太郎は、1944年（昭和19年）から中部瓦斯社長を、1966年（昭和41年）から中部瓦斯会長を務めた。1946年（昭和21年）2月23日には岩瀬正雄らとともに（第二次）豊橋文化協会の設立に携わり、翌日の2月24日には豊橋市立図書館でレコード鑑賞会が開催されている[42]。1963年（昭和38年）には戦前から収集していたSPレコード約4,000枚のうち、太平洋戦争で被災を免れた1,070枚を豊橋市立図書館に寄贈した[42]。ベートーヴェン、モーツァルト、バッハ、ハイドン、チャイコフスキーなどのクラシック音楽が中心である[42]。神野からの寄贈を機に、豊橋市立図書館は1963年からレコード鑑賞会を開催しており、1991年からは毎年秋にSPレコードコンサートを開催している[42]。神野は1980年に豊橋市名誉市民に推挙されている[42]。

### 向山図書館
向山図書館は、愛知県豊橋市向山大池町にある豊橋市民文化会館内に設置された分館である。2015年（平成27年）、大清水図書館の開館に合わせて配本センターから向山図書館に名称が変更された。貸出券は他の図書館と共通で使うことができる。

### 大清水図書館
大清水図書館は、愛知県豊橋市大清水町にある大清水まなび交流館「ミナクル」内に設置された分館である。2015年（平成27年）の「ミナクル」のオープンとともに開設された。貸出券は他の図書館と共通で使うことができる。

### まちなか図書館
2021年（令和3年）11月27日、分館として「まちなか図書館」が開館した。駅前大通二丁目地区の民間主導による市街地再開発事業で名豊ビル跡地に建設された再開発ビル「emCAMPUS（エムキャンパス）」にある。蔵書はすべて開架であり、開館時は約6万冊。将来は10万冊を目指している。開館後、一年間の入館者数を50～70万人と想定していたが、2022年9月23日で入館者数が、50万人に到達した。なお、まちなか図書館の建物は、IIDA（国際インテリアデザイン協会）及びAIA（アメリカ建築協会）が主催するデザイン賞において最優秀作品に選ばれ、また、米国の老舗インテリアデザイン誌「Interior Design Magazine」によるデザイン賞にも入賞を果たした。

### 分室
豊橋市図書館には74の分室があり、ネットワーク館に位置付けられている8施設には図書館コンピューターシステムが設置されている。ネットワーク館では、中央図書館・向山図書館・大清水図書館の同一の貸出券で貸出・返却・予約ができ、OPAC（蔵書検索専用端末）で全蔵書の検索ができる。
2017年度末時点でネットワーク館8館の総蔵書数は60,164冊であり、2017年度の総貸出数は215,582冊だった。地区市民館等23館の総蔵書数は90,909冊であり、総貸出数は240,478冊だった。校区市民館等51館の総蔵書数は47,737冊であり、総貸出数は17,400冊だった。

#### ネットワーク館
- 石巻地区市民館
- 青陵地区市民館
- 南部地区市民館
- 二川地区市民館

- 北部地区市民館
- 牟呂地区市民館
- 豊橋市こども未来館「ここにこ」
- アイプラザ豊橋

#### 地区市民館
- 豊岡地区市民館
- 杉山地区市民館
- 羽根井地区市民館
- 五並地区市民館
- 吉田方地区市民館
- 高豊地区市民館
- 豊城地区市民館
- 中部地区市民館

- 高師台地区市民館
- 東部地区市民館
- 南陽地区市民館
- 東陽地区市民館
- 本郷地区市民館
- 東部地区市民館飯村分館
- 東陵地区市民館

#### 校区市民館
- 東田校区市民館
- 松葉校区市民館
- 津田校区市民館
- 磯辺校区市民館
- 大崎校区市民館
- 下条校区市民館
- 多米校区市民館
- 旭校区市民館
- 谷川校区市民館
- 鷹丘校区市民館
- 花田校区市民館
- 高師校区市民館
- 野依校区市民館

- 植田校区市民館
- 牛川校区市民館
- 西郷校区市民館
- 石巻校区市民館
- 小沢校区市民館
- 豊南校区市民館
- 賀茂校区市民館
- 芦原校区市民館
- 岩田校区市民館
- 豊校区市民館
- 大村校区市民館
- 幸校区市民館
- 福岡校区市民館

- 栄校区市民館
- 嵩山校区市民館
- 二川校区市民館
- 高根校区市民館
- 老津校区市民館
- 飯村校区市民館
- 天伯校区市民館
- 吉田方校区市民館
- 下地校区市民館
- 向山校区市民館
- 細谷校区市民館
- 大清水校区市民館
- 牟呂校区市民館

- 玉川校区市民館
- 富士見校区市民館
- 中野校区市民館
- 八町校区市民館
- 二川南校区市民館
- 汐田校区市民館
- 松山校区市民館
- 石巻校区市民館金田分館
- つつじが丘校区市民館
- 新川校区市民館
- 前芝校区市民館
- 青少年センター